# Bá Kiều
Bá Kiều (tiếng Trung: 灞橋區, Hán Việt: Bá Kiều khu) là một quận thuộc địa cấp thị Tây An (西安市), tỉnh Thiểm Tây, Cộng hòa Nhân dân Trung Hoa. Quận này có diện tích 322 km2, dân số là 440.000 người, mã quận là 610111, mã bưu chính là 710038. Quận Bá Kiều được chia thành các đơn vị hành chính gồm 9 nhai đạo. Chính quyền quận đóng ở đường Phưởng Nhất.